# Songbuk-gu
Čtvrť Songbuk (korejsky 성북구, Sŏngbukku), též Songbuk-gu, je jedním z 25 gu, které tvoří město Soul v Jižní Koreji. Nachází se ve střední a severní části města. Městská část se rozkládá na ploše 24,57 km² a obývá ji (podle sčítání lidu provedeného v roce 2010) téměř půl milionu obyvatel (přesně 457 570). Zdejší PSČ je 02700~02999. 

## Administrativní území
Čtvrť Songbuk se skládá z 20 správních dongů a 39 legálních dongů.
(Dong je samosprávná správní jednotka města v Jižní Koreji. Je to nejmenší úroveň městské divize, která má vlastní správní kancelář. Existují dva typy dongu: sousedství legálního statusu a administrativní sousedství, které se navzájem mohou překrývat. Pro pozemkové a mejtkové smlouvy a adresu se používá hlavně sousedství legálního stavu. Primárně se dongy dělí na tongy, ale toto dělení není obvykle používáno samotnými obyvateli. Ti používají hlavně dělení do ga, které má historický původ: když byla na čas Korea pod nadvládou Japonců (během japonské okupace Koreje mezi 29. srpnem 1910 a 15. srpnem 1945) , byla většina měst rozdělena na části pro nové japonské obyvatele (machi) a části pro původní korejské obyvatelstvo (chrome), když Korea získala nezávislost, byla označení machi a chrome zrušena a souhrnně změněna na ga.)
- Anam-dong – nachází se tam Korejská univerzita.
- Bomun-dong
- Donam-dong
- Dongseon-dong
- Dongsomun-dong
- Gireum-dong – jedna z nejrychleji rozvíjejících se čtvrtí Soulu.
- Jangwi-dong
- Jeongneung-dong
- Jongam-dong
- Samseon-dong
- Sangwolgok-dong
- Seokgwan-dong
- Seongbuk-dong – velká část zdejších rezidencí je ve vlastnictví bohatých domácností a je zde mnoho velvyslaneckých rezidencí.
- Wolgok-dong
- Hawolgok-dong – který ale svůj správní úřad sdílí s Wolgok.dongem.

## Zajímavá místa
- Korejské muzeum nábytku – toto muzeum vlastní přes 2000 kusů tradičního nábytku a deset hanoků. Návštěvy jsou možná pouze po včasné rezervaci.

## Doprava
V Songbuku lidé hojně využívají z městské hromadné dopravy především metro. Po celém městě vede celkem devět linek o celkové délce 670,8 km a staví celkem na více než pěti stech zastávkách (přesný počet stanic: 505) a má 11 nádraží (dep). Nejdelší je linka 1. servise vedoucí z Jangdžu do Sodongtchanu, která měří 200,6 km a má celkem 97 zastávek. Nejkratší je 1. kontrolní vedoucí ze stanice Čchongnjangni do stanice Soul, která měří 7,8 km a má celkem 10 zastávek. O dopravu se v Soulu stará Seoul Transportation Corporation, založená v roce 31. května 2017.

## Partnerská města
Songbuk má v současné době pouze jedno partnerské město.
- Šun-i (順義區), Čína – jeden z městských obvodů Pekingu